# Nenohi
Le Nenohi (子日) était un destroyer de classe Hatsuharu en service dans la Marine impériale japonaise pendant la Seconde Guerre mondiale.

## Historique

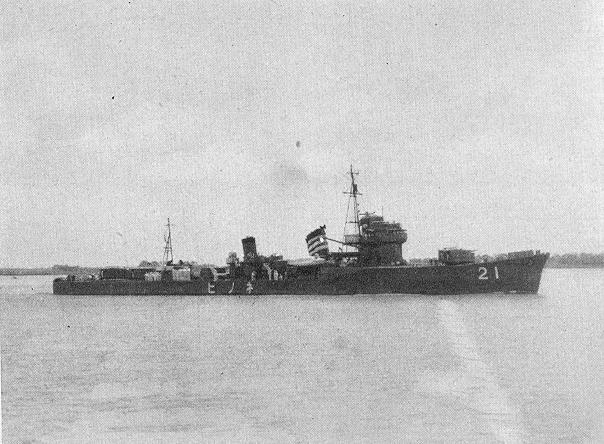
Le Nenohi.

Affecté à la 2e flotte expéditionnaire à partir de 1940, le destroyer couvre les débarquements des forces japonaises lors de l'invasion de l'Indochine française. Il reste amarré à Hanoi pendant les premières étapes de l'opération, agissant comme station radio pour coordonner les communications sans fil pendant l'invasion.
Au moment de l'attaque de Pearl Harbor, le Nenohi est désigné navire amiral de la 21e division du 1re escadron de destroyers (1re flotte), en compagnie de ses navires jumeaux Hatsuharu, Wakaba et Hatsushimo. À partir de la fin de janvier 1942, il est déployé avec la force d'invasion des Indes orientales néerlandaises, couvrant des opérations de débarquements à Kendari (Sulawesi) dans le cadre de l'«opération H» le 24 janvier, Makassar le 8 février et Bali et Lombok le 18 février.
À partir de mai 1942, le Nenohi est réaffecté aux opérations nordiques et déployé du district de garde d'Ōminato avec l'Abukuma dans le cadre de l'opération AL, appuyant la force nordique de l'amiral Boshirō Hosogaya pendant la campagne des Aléoutiennes, patrouillant à Attu, Kiska et Amchitka en juillet. Le 4 juillet 1942, il est torpillé et coulé par le sous-marin USS Triton alors qu'il escortait le transport d'hydravions Kamikawa Maru au sud-est d'Attu, près de l'île d'Agattu (52° 15′ N, 173° 51′ E). Il chavira deux minutes après avoir été touchée et coula cinq minutes plus tard. 188 hommes furent tués, dont le capitaine de corvette Terauchi ; 38 survivants furent sauvés par le destroyer Inazuma.
Il est rayé des listes de la marine le 31 juillet 1942.